# Praia de Itapuama

Praia de Itapuama e Praia do Paiva com a cidade do Recife ao fundo.

Itapuama é uma praia localizada no município de Cabo de Santo Agostinho, em Pernambuco, Brasil.
Em tupi-guarani, o seu significado é Pedra Bonita. Praia de cenários naturais e águas claras e mornas, com formações rochosas de origem vulcânica a sua esquerda e logo na beira esta localizado um antigo hotel abandonado o " Hotel de Itapuama. O local é recomendado para a prática do surf com um swell constante ótimo para iniciantes no esporte. Localiza-se entre as praias do Paiva e Pedra do Xaréu.
A praia é frequentada por surfistas e ciclistas. O torneio Surf Máster, de âmbito nacional, é disputado nesta praia.